# Leichtathletik-Europameisterschaften 1962/50 km Gehen der Männer

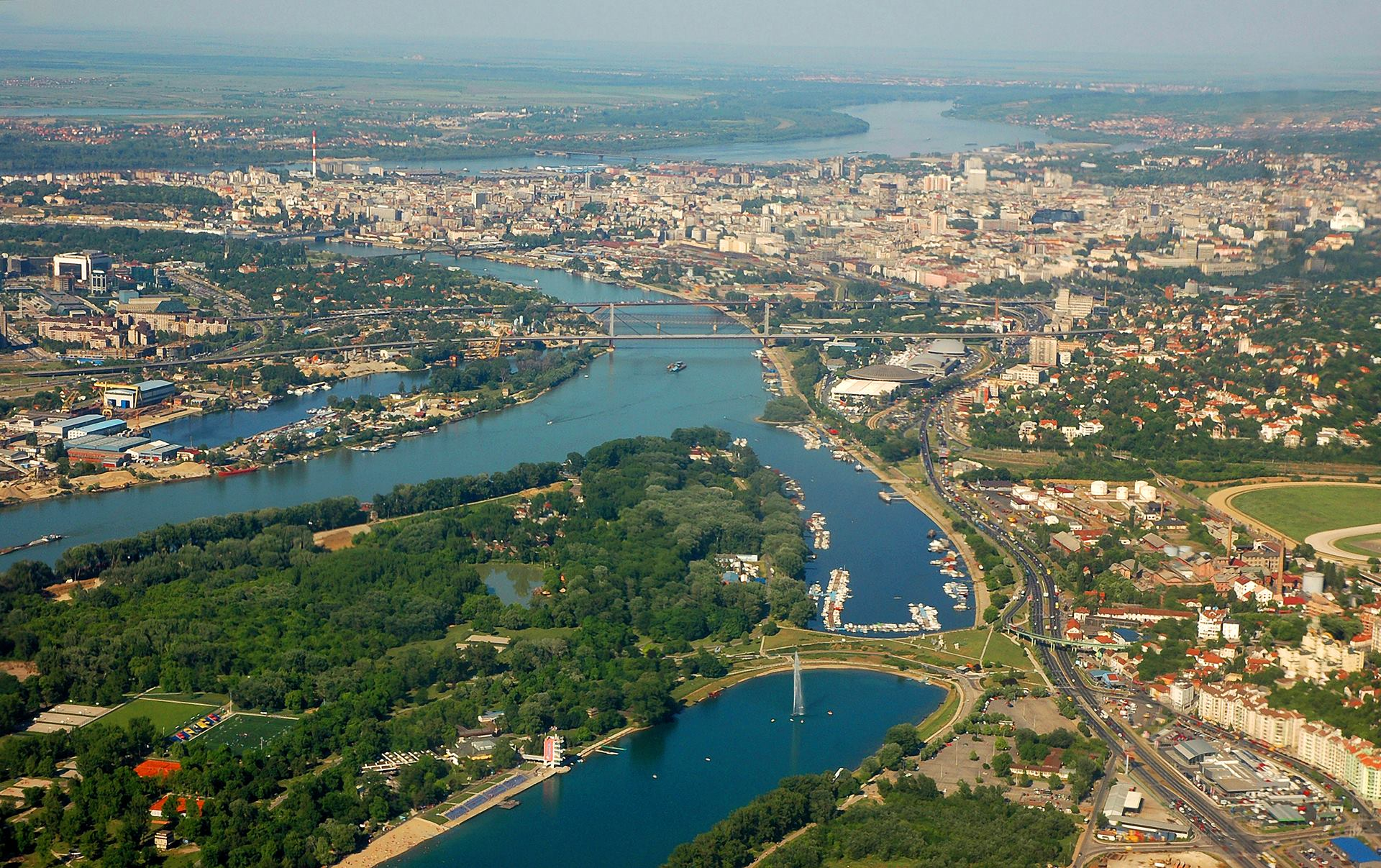
Blick auf Belgrad im Jahr 2008

Das 50-km-Gehen der Männer bei den Leichtathletik-Europameisterschaften 1962 wurde am 14. September 1962 in den Straßen Belgrads ausgetragen.
Europameister wurde der italienische Olympiadritte von 1960, Abdon Pamich. Der sowjetische Geher Grigori Panitschkin kam auf den zweiten Platz. Bronze ging an den britischen Olympiasieger von 1960 Don Thompson.

## Bestehende Bestleistungen/Rekorde
| Weltbestzeit   | 4:00:50 h   | Michail Lawrow     | Kasan, Sowjetunion (heute Russland) | 5. September 1961 |
| Europabestzeit | 4:00:50 h   | Michail Lawrow     | Kasan, Sowjetunion (heute Russland) | 5. September 1961 |
| EM-Rekord      | 4:17:15,4 h | Jewgeni Maskinskow | EM Stockholm, Schweden              | 24. August 1958   |

Anmerkung:

Rekorde wurden damals im Straßengehen und Marathonlauf wegen der unterschiedlichen Streckenbeschaffenheiten mit Ausnahme von Meisterschaftsrekorden nicht geführt.
Der bestehende Meisterschaftsrekord wurde bei diesen Europameisterschaften nicht erreicht. Der italienische Europameister Abdon Pamich blieb mit seiner Zeit von 4:18:46,6 h um 1:31,2 min über diesem Rekord. Zur Welt- und Europabestzeit fehlten ihm 17:56,6 min.

## Durchführung
Der Wettkampf wurde wie auf dieser Strecke üblich ohne vorherige Qualifikation ausgetragen. Alle 21 Teilnehmer gingen zum Finale gemeinsam an den Start.

## Finale
14. September 1962, 14.30 Uhr
| Platz | Name                | Nation           | Zeit (h)  |
| ----- | ------------------- | ---------------- | --------- |
| 1     | Abdon Pamich        | Italien          | 4:18:46,6 |
| 2     | Grigori Panitschkin | Sowjetunion      | 4:24:35,6 |
| 3     | Don Thompson        | Großbritannien   | 4:29:00,2 |
| 4     | Christoph Höhne     | Deutschland      | 4:29:37,8 |
| 5     | John Ljunggren      | Schweden         | 4:30:19,8 |
| 6     | István Havasi       | Ungarn           | 4:34:14,8 |
| 7     | Hannes Koch         | Deutschland      | 4:38:34,0 |
| 8     | Horst Astroth       | Deutschland      | 4:38:49,0 |
| 9     | Ingvar Green        | Schweden         | 4:40:08,0 |
| 10    | Joël Vanderhaegen   | Belgien          | 4:41:31,0 |
| 11    | Alexandr Bílek      | Tschechoslowakei | 4:42:23,0 |
| 12    | Ladislav Moc        | Tschechoslowakei | 4:48:31,7 |
| 13    | Eric Hall           | Großbritannien   | 4:55;47,0 |
| 14    | Alfred Leiser       | Schweiz          | 4:57:28,0 |
| 15    | Stefano Serchinic   | Italien          | 5:13:20,4 |
| DNF   | Anatoli Wedjakow    | Sowjetunion      |           |
| DNF   | Charles Sowa        | Luxemburg        |           |
| DNF   | Elio Massi          | Italien          |           |
| DNF   | Erwin Stutz         | Schweiz          |           |
| DSQ   | Ray Middleton       | Großbritannien   |           |
| DSQ   | Grigori Klimow      | Sowjetunion      |           |